# Association pour la gestion de la sécurité sociale des auteurs
L'Association pour la gestion de la sécurité sociale des auteurs (AGESSA), créée en 1978, est un organisme français de type association loi de 1901 qui assure la protection sociale des écrivains (romanciers, poètes, illustrateurs du livre, auteurs de bande dessinée…), photographes, auteurs compositeurs de musique, auteurs d’œuvres cinématographiques et audiovisuelles.
En France, sur une estimation de 55 000 auteurs de livres, seuls 2 500 sont affiliés à l'AGESSA et vivent donc majoritairement de leurs revenus d'auteur ; les autres sont contraints d'avoir une source de revenus annexe,.
Aurélie Filippetti, ministre de la Culture et de la création de mai 2012 à juillet 2014, envisage durant son passage au ministère une loi de la création qui inclurait, parmi différentes mesures, une fusion entre la Maison des artistes (MDA) et les Agessa. 
De 2014 à 2019, La Maison des artistes (MDA) et l'Association pour la gestion de la sécurité sociale des auteurs (Agessa) tentent de simplifier le dispositif en fusionnant, pour donner la Sécurité sociale des artistes auteurs. La fusion est entérinée par leur assemblée respective, mais des cafouillages dans la gestion de cette fusion crée un vide juridique. La mission de recouvrement des cotisations est transférée à l'Urssaf, et plus particulièrement à l'Urssaf du Limousin à partir de janvier 2019. Au 1er janvier 2020, un rattachement au régime général de l’Urssaf  est décrété pour les artistes affiliés à Agessa-Mda, mais cette évolution s'avère difficile pour les personnes concernées et pour l'Urssaf, qui méconnaît cette activité,.
Un rapport de Bruno Racine de 2020 pour le Ministère de la culture met en évidence des défaillances de l'Agessa entre 1978 et fin 2018, sur la gestion des retraites pour une partie significative des artistes, par manque de moyens.

## Condamnations
En 2024, l'Agessa est condamné à indemniser plusieurs auteurs pour des montants allant jusqu'à 30 000 euros pour manquement dans la gestion des compte retraites, dont l'écrivain Jean-Marie le Clezio,.